# Первый карательный поход в Тёсю
Первый карательный поход в Тёсю (яп. 第一次長州征討 Дай-итидзи Тё:сю: сэйто:, 1864) — карательная экспедиция японского сёгуната Токугава против Тёсю-хана в 1864 году.

## История
В июле 1864 года, в связи с инцидентом возле Императорских ворот, сёгунат Токугава получил повод для наказания Тёсю-хана. Последний играл роль антиправительственного центра ещё с конца 1850-х годов. Сёгунат намеревался нанести удар по этому центру и, одновременно, утихомирить антиправительственные настроения в стране. Под флаги правительства собралось 150 тысяч самураев из 36 ханов, которые в августе выступили на запад к Тёсю под командованием Токугавы Ёсикацу, правителя Овари-хана. Обязанности заместителя командира исполнял Мацудайра Мотиаки, правитель Этидзэн-хана, а обязанности главного советника — Сайго Такамори, представитель Сацума-хана. Сёгунат не планировал масштабных военных операций, надеясь на быструю капитуляцию немногочисленного противника.
Между тем, Тёсю-хан не был подготовлен к ведению войны. Его отряды были разбиты во время инцидента возле Императорских ворот, а основные силы потерпели поражение в ходе боёв за Симоносеки. Также сменилось руководство хана: радикальных антиправительственных реформаторов сменили умеренные сторонники самурайско-аристократического союза. В результате Тёсю-хан был вынужден капитулировать перед сёгунатом ещё до начала военных действий.
Новые руководители покарали семерых высокопоставленных чиновников, виновников инцидента 1864 года, а Мори Такатика, правитель хана, прибыл в ставку правительственных войск со своим сыном, где официально извинился перед правительством. Капитулянты разрушили собственный замок Ямагути и пообещали выдать сёгунату 5 аристократов во главе с Сандзё Санэтоми, которые скрывались от правительства. Сёгунат был удовлетворён капитуляцией Тёсю-хана и в конце 1864 года издал приказ о демобилизации.